# Büren an der Aare
Büren an der Aare (Frans (verouderd): Buron sur Aar) is een gemeente en plaats in het Zwitserse kanton Bern, en maakt deel uit van het district Seeland.
Büren an der Aare telt 3.444 inwoners.